# Р'єго-де-ла-Вега
Р'єго-де-ла-Вега (ісп. Riego de la Vega) — муніципалітет в Іспанії, у складі автономної спільноти Кастилія-і-Леон, у провінції Леон. Населення — 924 особи (2010).
Муніципалітет розташований на відстані близько 290 км на північний захід від Мадрида, 41 км на південний захід від Леона.
На території муніципалітету розташовані такі населені пункти: (дані про населення за 2010 рік)
- Кастротьєрра-де-ла-Вальдуерна: 217 осіб
- Р'єго-де-ла-Вега: 339 осіб
- Сан-Фелікс-де-ла-Вега: 107 осіб
- Тораль-де-Фондо: 132 особи
- Тораліно-де-ла-Вега: 72 особи
- Вільярнера-де-ла-Вега: 57 осіб

## Демографія
Динаміка населення (INE ):